# Уплощённый аффект
Варианты названия:
- Уплоще́ние аффе́кта 
(англ. flattening of affect)[1]
- Уплощённая аффекти́вность 
(англ. flattened affectivity)[1]
- Аффекти́вное уплоще́ние 
(англ. affective flattening)[1]
- Сни́женный аффе́кт[2]:20
- Эмоциона́льная сгла́женность[2]:121
- Пло́ский аффе́кт 
(англ. flat affect)
- Притуплённый аффе́кт 
(англ. blunted affect)
- Притупле́ние аффе́кта 
(англ. blunting of affect)[1]
- Эмоциона́льная притуплённость 
(англ. emotional blunting)[1]
- Эмоциона́льное побледне́ние[2]:36
- Уплоще́ние эмоциона́льной реа́кции
- Аффекти́вная ту́пость
- Эмоциона́льная ту́пость

Уплощённый аффе́кт — расстройство аффективной сферы, ограниченность в выражении эмоций, их слабая выразительная интенсивность. Характеризуется слабостью эмоциональных реакций, эмоциональным притуплением со снижением яркости чувств, сопереживания, равнодушием к окружающим, непониманием тонкостей человеческого общения, формальностью, поверхностностью межличностных отношений, низкой выразительностью жестикуляции и мимики, модуляции голоса и позы, слабой контактностью во взгляде, и в целом оскудением внешних эмоций. Мимика при уплощённом аффекте выглядит «деревянной» и безжизненной, а чувства выражаются слабо, либо вовсе не обнаруживаются. Уплощённая аффективность характерна для психопатических личностей, например лиц с шизоидным расстройством личности, а также лиц, страдающих расстройствами шизофренического спектра.

## Определение
Согласно глоссарию МКБ-10, «уплощение эмоциональной реакции» означает следующее:

Сильно пониженная или безразличная эмоциональная реакция. Лицо и голос невыразительные и при перемене темы разговора отсутствует эмоциональная реакция.

## Степени эмоционального нарушения
Западное разделение степеней нарушения аффективной сферы:
1. Притуплённый аффект (англ. blunted affect) — выражение эмоций присутствует, но значительно ослабленное по сравнению с нормой[7].
2. Плоский аффект (англ. flat affect) — крайняя степень притупления аффекта, выражение эмоций практически или полностью отсутствует: минимальные мимические выразительные проявления, отсутствие жестикуляции и монотонный голос[7][8].

Согласно американской классификации психических расстройств DSM-5, мягкое снижение аффекта — restricted/constricted affect, значительное — blunted affect, полное — flat affect.

## Уплощение аффекта при психических расстройствах
«Эмоциональное побледнение» встречается при деменции при болезни Пика (F02.0), «эмоциональная холодность, отчуждённая или уплощённая аффективность» при шизоидном расстройстве личности, уплощение аффекта может также выступать паркинсоническим побочным эффектом приёма нейролептиков (при так называемом «психическом паркинсонизме», он же нейролептический дефицитарный синдром).
При депрессии аффект может быть ошибочно принят за уплощённый из-за замедления психомоторной активности страдающих депрессией.
Иногда уплощённый аффект является одним из первых проявлений начавшегося шизофренического процесса, особенно при случаях простого типа шизофрении. В. Майер-Гросс относил уплощение аффекта к одним из первичных симптомов шизофрении, помимо расстройств мышления, бреда отношения, звучания мыслей, пассивности с ощущением воздействия и кататонического поведения.

## Эмоциональная тупость, эмоциональная деменция
Выделяется также «аффективная» или «эмоциональная тупость» как расстройство с крайней слабостью эмоциональных реакций (либо полным отсутствием) и эмоциональной холодностью. В его крайних проявлениях наблюдается и внутреннее отсутствие переживаний: полное безразличие к страданиям и чувствам окружающих, а также к своей судьбе. Появляющиеся в связи с шизофреническим процессом деспотизм, потребительское отношение к близким, жестокость обусловлены эгоцентризмом, то есть новым свойством личности преломлять все явления окружающей действительности исходя исключительно из собственных потребностей, постоянно приоритетных по отношению к ценностям и потребностям окружающих. Нередко эмоциональные изменения при шизофрении проявляются в виде психестетической пропорции типа «дерево — стекло» с сочетанием в одной личностной структуре сверхчувствительности (гиперестетичности) и эмоциональной тупости (анестетичности) при трудно предсказуемых, с точки зрения обыденного здравого смысла, реакциях. Это хрупкие, ранимые личности, остро реагирующие на любые мелочи, легко переходящие от обиды (проявляемой или скрытой) к радости (с оттенком экзальтации), но без тонкой дифференциации эмоциональной реакции в зависимости от значимости раздражителя. Они мало способны к сопереживанию, более существенное значение для них имеют факторы, затрагивающие их внутренний, подчиненный своим законам мир. Аффективная тупость иногда встречается при таких психотических расстройствах, как шизофрения (при шизофреническом дефекте), а также при некоторых формах слабоумия (атеросклеротической или сенильной деменции, олигофрении с недоразвитостью эмоциональной сферы).
Слово «тупость» в данном случае означает пассивную бесчувственность.
Аналогом в западной психиатрии служит термин «плоский аффект» (англ. flat affect).